# Ilfelder Becken

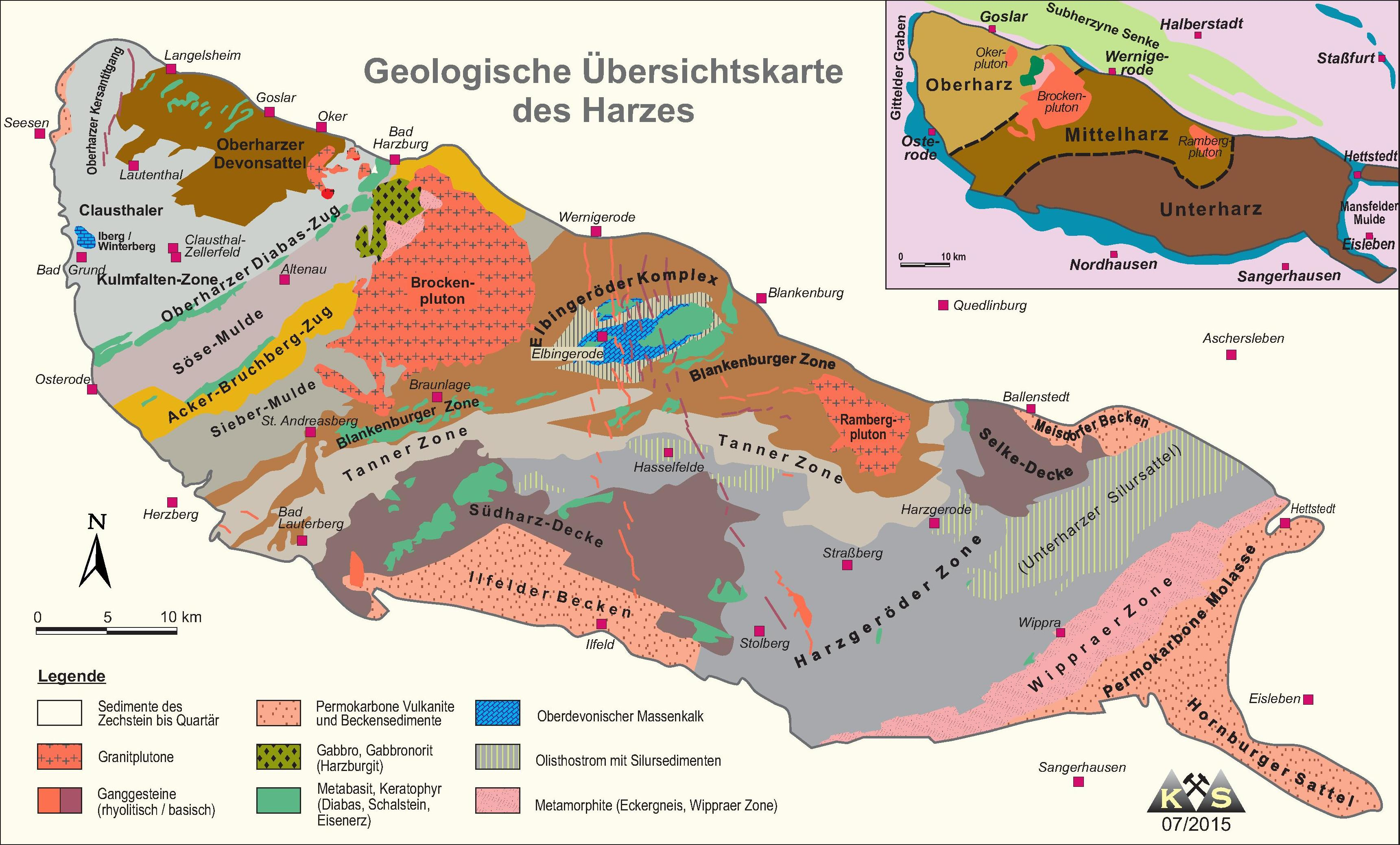
Geologische Übersichtskarte des Harzes (K. Stedingk, Landesamt für Geologie und Bergwesen Sachsen-Anhalt)

Das Ilfelder Becken (nach dem Ort Ilfeld) ist eine natürliche geografische Einheit des Harzes und eine geologische Einheit, die am südlichen Harzrand gelegen ist und bis zu ca. 800 m mächtige vulkano-sedimentäre Rotliegend-Molasseabfolgen aufweist. Das Ilfelder Becken befindet sich zwischen Bad Sachsa und Neustadt.
Die Vulkanite des Rotliegenden haben eine „andesitische (Melaphyr) bis rhyolithe Zusammensetzung (auch Rhyodacite) und wurden subvulkanisch aus Quellkuppen gebildet oder aus Glutwolken und Aschewolken als Tuff ausgestoßen und zu Tuffit verfestigt“, wobei aufgrund des intermediären bis sauren Charakters der Gesteine von einem explosiven Vulkanismus ausgegangen werden könne.
Eingesenkte große Rotliegendbecken wie das Ilfelder Becken sind im Harz auch das Meisdorfer Becken, das Ostharzer Rotliegende und das Westharzer Rotliegende.